# Juegos del Océano Pacífico
Los Primeros Juegos del Océano Pacífico fue un evento multideportivo entre países de la Cuenca del Pacífico. Se llevaron a cabo una única vez, entre el 23 de junio hasta el 3 de julio de 1995 en Cali, Colombia. Algunos de los eventos tuvieron lugar en las ciudades colombianas de Buenaventura, Armenia, Pereira, Manizales y Popayán. Organizados por Jorge Herrera Barona, jefe del Comité Olímpico colombiano, los juegos fueron una continuación del hospedaje de eventos deportivos luego de los Juegos Panamericanos de 1971 y los Juegos Centroamericanos y del Caribe de 1978, también llevados a cabo en Colombia. Se disputaron un total de trece disciplinas, con 3 000 representantes de 44 naciones. El Estadio Olímpico Pascual Guerrero de Cali fue el principal escenario deportivo del evento.

## Historia
Los juegos fueron inaugurados por el entonces Presidente colombiano Ernesto Samper. La ceremonia de apertura presentó orquestas colombianas, un ballet de Sonia Osorio (Leyenda de El Dorado), un espectáculo de moda de ropa diseñada por Carlos Arturo Zapata, y exhibiciones de danza típicas de la región como el currulao y la Salsa. La inauguración estuvo ligada con el primer Congreso de Comités Olímpicos Nacionales de la Cuenca del Pacífico.
Los juegos no prosperaron a pesar de que se llegó a un acuerdo para que los siguientes Juegos del Océano Pacífico tuvieran lugar en 1999 en la ciudad de Santiago de Chile, y en 2001 en Vancouver, Canadá, por lo que los juegos fueron disueltos.
Colombia se coronó con ventaja como el ganador de las justas con 72 medallas de oro y 212 medallas en total – lo que significó una cantidad total a las medallas combinadas de las tres siguientes naciones con más medallas: Estados Unidos, China y Taiwán. Esto reflejó la carencia de competidores de alto nivel que enviaron el resto de delegaciones competidoras.

## Deportes
| - Atletismo - Béisbol - Boxeo - Ciclismo | - Gimnasia - Gimnasia artística - Gimnasia rítmica - Judo - Patinaje sobre ruedas | - Natación - Nado sincronizado - Voleibol - Waterpolo - Lucha |

## Países participantes
A continuación, los países participantes junto al código COI de cada uno:
- Australia (AUS)
- Brunéi (BRU)
- Camboya (CAM)
- Canadá (CAN)
- Chile (CHI)
- China (CHN)
- Colombia (COL)
- Corea del Norte (PRK)
- Corea del Sur (KOR)
- Costa Rica (CRC)
- Ecuador (ECU)
- El Salvador (ESA)
- Estados Unidos (USA)
- Filipinas (PHI)
- Fiyi (FIJ)
- Guam (GUM)
- Honduras (HON)
- Hong Kong (HKG)
- Indonesia (INA)
- Islas Cook (COK)
- Islas Salomón (SOL)
- Japón (JPN)
- Malasia (MAS)
- México (MEX)
- Nicaragua (NCA)
- Nueva Zelanda (NZL)
- Panamá (PAN)
- Papúa Nueva Guinea (PNG)
- Perú (PER)
- Rusia (RUS)
- Samoa (SAM)
- Samoa Americana (ASA)
- Singapur (SGP)
- China Taipéi (TPE)
- Tonga (TON)
- Vanuatu (VAN)
- Vietnam (VIE)